# Walkertown
Walkertown – miasto w Stanach Zjednoczonych, w stanie Karolina Północna, w hrabstwie Forsyth.